# Kreisfri by
En kreisfri by er en by i Tyskland med samme status som en  kreis eller landkreis. Tyskland er delt ind i 402 kreise, som består af 295 kreis/landkreise og 107 kreisfrie byer. 
Baden-Württemberg
| - Baden-Baden - Freiburg im Breisgau - Heidelberg | - Heilbronn - Karlsruhe - Mannheim | - Pforzheim - Stuttgart - Ulm |

Bayern
| - Amberg - Ansbach - Aschaffenburg - Augsburg - Bamberg - Bayreuth - Coburg - Erlangen - Fürth | - Hof - Ingolstadt - Kaufbeuren - Kempten - Landshut - Memmingen - München - Nürnberg | - Passau - Regensburg - Rosenheim - Schwabach - Schweinfurt - Straubing - Weiden in der Oberpfalz - Würzburg |

Berlin
| - Berlin |

Brandenburg
| - Brandenburg an der Havel - Cottbus | - Frankfurt an der Oder - Potsdam |

Bremen
| - Bremen | - Bremerhaven |

Hamburg
| - Hamburg |

Hessen
| - Darmstadt - Frankfurt am Main - Kassel | - Offenbach am Main - Wiesbaden |

Mecklenburg-Vorpommern
| - Rostock | - Schwerin |

Niedersachsen
| - Braunschweig - Delmenhorst - Emden - Göttingen ¹ - Hannover ² | - Oldenburg - Osnabrück - Salzgitter - Wilhelmshaven - Wolfsburg |

¹ efter Göttingenloven fra 1964 er Göttingen en del af landkreis Göttingen, men er fortsat  styret som en kreisfri by.

² efter Hannoverloven er Hannover regnet som en kreisfri by.
Nordrhein-Westfalen
| - Aachen ¹ - Bielefeld - Bochum - Bonn - Bottrop - Dortmund - Düsseldorf - Duisburg | - Essen - Gelsenkirchen - Hagen - Hamm - Herne - Köln - Krefeld - Leverkusen | - Mönchengladbach - Mülheim an der Ruhr - Münster - Oberhausen - Remscheid - Solingen - Wuppertal |

¹ efter Aachenloven er Aachen regnet som en kreisfri by.
Rheinland-Pfalz
| - Frankenthal - Kaiserslautern - Koblenz - Landau | - Ludwigshafen - Mainz - Neustadt an der Weinstraße - Pirmasens | - Speyer - Trier - Worms - Zweibrücken |

Saarland

Saarland har ingen kreisfrie byer. Byen Saarbrücken var tidligere en kreisfri by, men blev en del af Stadtverband Saarbrücken i 1974.
Sachsen
| - Chemnitz - Dresden - Leipzig |

Sachsen-Anhalt
| - Dessau - Halle (Saale) - Magdeburg |

Schleswig-Holstein
| - Flensborg - Kiel | - Lübeck - Neumünster |

Thüringen
| - Eisenach - Erfurt - Gera | - Jena - Suhl - Weimar |